# 0-те
0-те години са първото десетилетие на I век, обхващащо периода от 1 януари 1 г. до 31 декември 9 година.